# Euharlee
Euharlee és una població dels Estats Units a l'estat de Geòrgia. Segons el cens del 2000 tenia 3.208 habitants.

## Demografia
Segons el cens del 2000, Euharlee tenia 3.208 habitants, 1.004 habitatges, i 863 famílies. La densitat de població era de 268,1 habitants/km².
Dels 1.004 habitatges en un 55,9% hi vivien nens de menys de 18 anys, en un 71,8% hi vivien parelles casades, en un 8,6% dones solteres, i en un 14% no eren unitats familiars. En el 10,7% dels habitatges hi vivien persones soles l'1,4% de les quals corresponia a persones de 65 anys o més que vivien soles. El nombre mitjà de persones vivint en cada habitatge era de 3,2 i el nombre mitjà de persones que vivien en cada família era de 3,43.
Per edats la població es repartia de la següent manera: un 36,4% tenia menys de 18 anys, un 7,9% entre 18 i 24, un 38,3% entre 25 i 44, un 14,1% de 45 a 60 i un 3,2% 65 anys o més.
L'edat mediana era de 28 anys. Per cada 100 dones de 18 o més anys hi havia 94,2 homes.
La renda mediana per habitatge era de 53.714 $ i la renda mediana per família de 55.912 $. Els homes tenien una renda mediana de 38.382 $ mentre que les dones 24.631 $. La renda per capita de la població era de 17.483 $. Entorn de l'1,7% de les famílies i el 3% de la població estaven per davall del llindar de pobresa.

## Poblacions més properes
El següent diagrama mostra les poblacions més properes.